# Asador Etxebarri
43°06′49″ пн. ш. 2°36′00″ зх. д. / 43.11361° пн. ш. 2.60000° зх. д.
Asador Etxebarri (Асадор Ечебаррі) — іспанський ресторан, розташований в Ачондо (Біскайя, Країна Басків), який був визнаний третім серед найкращих ресторанів світу 2019 та 2021 років за версією британського журналу «Restaurant», в той час як 2015 року був на шостому місці.
Відзначений також однією зіркою Червоного гіду Мішлен.

## Загальні відомості
Його шеф-кухарем є Віктор Аргінсоніс, який все готує на грилі. Ось чому, всі його страви, навіть десертні, мають присмак вогню.
Віктор Аргінсоніс, власник і шеф-кухар, народився в селі Ашпе (муніципалітет Ачондо), де багато років працював на фабриці прапорів, перш ніж купити ресторан разом з батьком і дядьком. Він навчився готувати страви і побудував свою власну кухню, наповнену різноманітним обладнанням для грилю з використанням різних типів деревини.
Віктор любить займатись барбекю, і його рідко бачать поза кухнею. Його відомими стравами є соковиті креветки Паламос, домашні ковбаски гриль чорісо і величезний стейк томагавк перед десертом, копчене морозиво з присмаком димку, яке Віктор готує, нагріваючи молоко над вугіллям.
Вина вибирає Мохамед Бенабдалла, який раніше працював у ресторані Mugaritz.

## Галерея

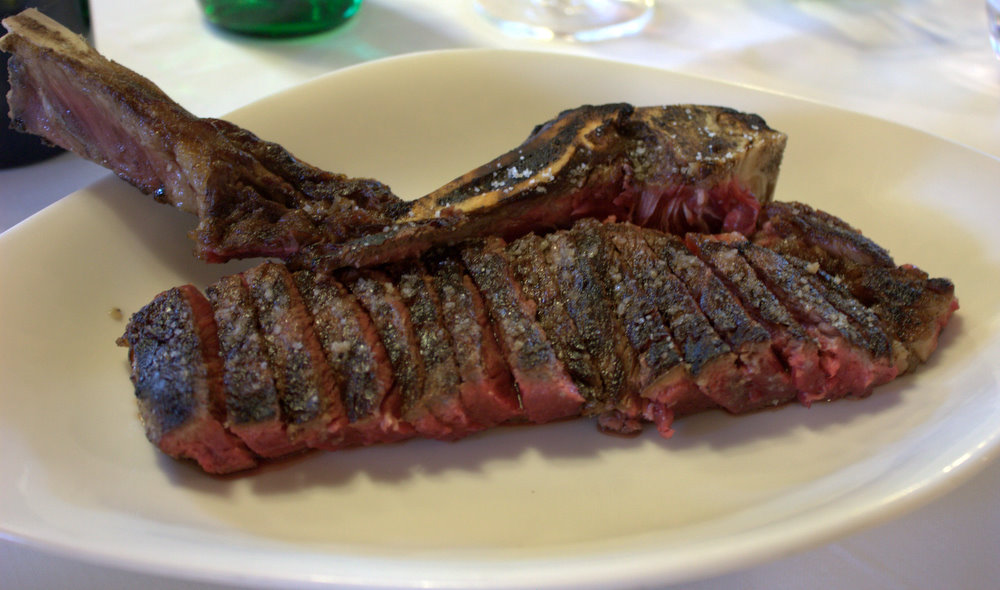
Шматочки яловичини
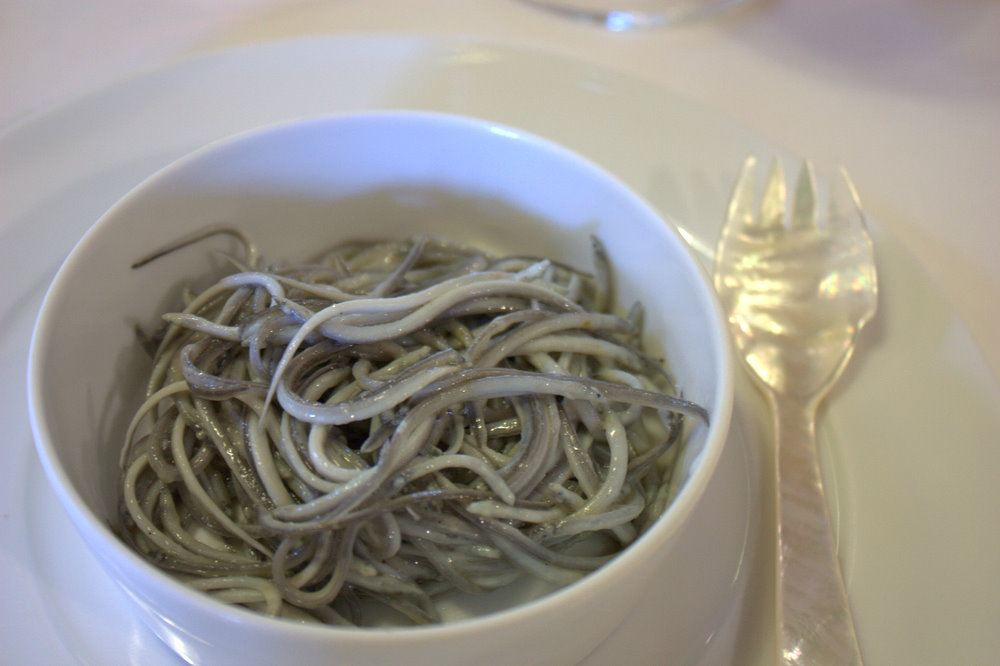
Вугрі